# Nuoto ai Giochi della XXXII Olimpiade - 100 metri stile libero femminili
La gara di nuoto dei 100 metri stile libero femminili dei Giochi della XXXII Olimpiade di Tokyo è stata disputata tra il 28 e il 30 luglio 2021 presso il Tokyo Aquatics Centre. Vi hanno partecipato 52 atlete provenienti da 43 nazioni.
La competizione è stata vinta dalla nuotatrice australiana Emma McKeon, mentre l'argento e il bronzo sono andati rispettivamente alla hongkonghese Siobhán Haughey e all'altra australiana Cate Campbell.

## Record
Prima della competizione il record del mondo e il record olimpico erano i seguenti:
| Record mondiale | 51"71 | Sarah Sjöström Svezia                           | 23 luglio 2017 Budapest, Ungheria      |
| Record olimpico | 52"70 | Simone Manuel Stati Uniti Penny Oleksiak Canada | 11 agosto 2016 Rio de Janeiro, Brasile |

Durante la competizione sono stati stabiliti i seguenti record:
| Data      | Evento         | Atleta         | Nazione   | Tempo | Record          | Nota  |
| --------- | -------------- | -------------- | --------- | ----- | --------------- | ----- |
| 25 luglio | Finale 4x100 m | Sarah Sjöström | Svezia    | 52"62 | Record olimpico | [ 5 ] |
| 28 luglio | Batteria 6     | Emma McKeon    | Australia | 52"13 | Record olimpico | [ 6 ] |
| 30 luglio | Finale         | Emma McKeon    | Australia | 51"96 | Record olimpico | [ 7 ] |

## Programma
| Data           | Ora (UTC+9) | Turno      |
| -------------- | ----------- | ---------- |
| 28 luglio 2021 | 19:00       | Batterie   |
| 29 luglio 2021 | 10:53       | Semifinali |
| 30 luglio 2021 | 10:59       | Finale     |

## Risultati

### Batterie
| Pos. | Batteria | Corsia | Atleta                   | Nazionalità        | Tempo   | Note     |
| ---- | -------- | ------ | ------------------------ | ------------------ | ------- | -------- |
| 1    | 6        | 4      | Emma McKeon              | Australia          | 52"13   | Q,       |
| 2    | 6        | 5      | Siobhán Haughey          | Hong Kong          | 52"70   | Q,       |
| 3    | 6        | 6      | Anna Hopkin              | Gran Bretagna      | 52"75   | Q        |
| 4    | 7        | 4      | Cate Campbell            | Australia          | 52"80   | Q        |
| 5    | 5        | 4      | Sarah Sjöström           | Svezia             | 52"91   | Q        |
| 6    | 7        | 5      | Penny Oleksiak           | Canada             | 52"95   | Q        |
| 7    | 5        | 2      | Pernille Blume           | Danimarca          | 52"96   | Q        |
| 8    | 7        | 6      | Yang Junxuan             | Cina               | 53"02   | Q, RIT   |
| 9    | 5        | 5      | Femke Heemskerk          | Paesi Bassi        | 53"10   | Q        |
| 10   | 7        | 1      | Kayla Sanchez            | Canada             | 53"12   | Q, RIT   |
| 11   | 5        | 3      | Abbey Weitzeil           | Stati Uniti        | 53"21   | Q        |
| 12   | 7        | 3      | Michelle Coleman         | Svezia             | 53"53   | Q        |
| 13   | 5        | 1      | Signe Bro                | Danimarca          | 53"54   | Q        |
| 14   | 7        | 2      | Freya Anderson           | Gran Bretagna      | 53"61   | Q        |
| 15   | 5        | 6      | Charlotte Bonnet         | Francia            | 53"67   | Q        |
| 16   | 6        | 2      | Marie Wattel             | Francia            | 53"71   | QSO, Q   |
| 16   | 6        | 3      | Ranomi Kromowidjojo      | Paesi Bassi        | 53"71   | QSO, RIT |
| 18   | 6        | 7      | Erika Brown              | Stati Uniti        | 53"87   | QSO      |
| 18   | 7        | 8      | Wu Qingfeng              | Cina               | 53"87   | QSO      |
| 20   | 5        | 7      | Marija Kameneva          | ROC                | 53"92   |          |
| 21   | 6        | 1      | Barbora Seemanová        | Rep. Ceca          | 53"98   |          |
| 22   | 6        | 8      | Andrea Murez             | Israele            | 54"06   |          |
| 23   | 4        | 8      | Fanny Teijonsalo         | Finlandia          | 54"69   |          |
| 24   | 5        | 5      | Janja Šegel              | Slovenia           | 54"73   |          |
| 25   | 4        | 5      | Erin Gallagher           | Sudafrica          | 54"75   |          |
| 26   | 4        | 7      | Maria Ugolkova           | Svizzera           | 54"86   |          |
| 27   | 4        | 4      | Lidón Muñoz del Campo    | Spagna             | 54"97   |          |
| 28   | 4        | 3      | Anastasija Škurdaj       | Bielorussia        | 55"17   |          |
| 29   | 3        | 4      | Kalia Antoniou           | Cipro              | 55"38   |          |
| 30   | 4        | 3      | Larissa Oliveira         | Brasile            | 55"53   |          |
| 31   | 3        | 6      | Anicka Delgado           | Ecuador            | 55"56   |          |
| 32   | 4        | 2      | Julie Meynen             | Lussemburgo        | 55"69   |          |
| 33   | 3        | 2      | Farida Osman             | Egitto             | 55"74   |          |
| 34   | 3        | 7      | Snæfríður Jórunnardóttir | Islanda            | 56"15   |          |
| 35   | 3        | 1      | Bianca-Andreea Costea    | Romania            | 56"35   |          |
| 36   | 4        | 1      | Quah Ting Wen            | Singapore          | 56"36   |          |
| 37   | 3        | 3      | Ieva Maluka              | Lettonia           | 56"39   |          |
| 38   | 3        | 2      | Miriam Sheehan           | Porto Rico         | 56"64   |          |
| 39   | 3        | 8      | Amel Melih               | Algeria            | 56"65   |          |
| 40   | 2        | 4      | Mia Blazhevska Eminova   | Macedonia del Nord | 57"19   |          |
| 41   | 2        | 3      | Jilian Crooks            | Isole Cayman       | 57"32   |          |
| 42   | 2        | 5      | Jenjira Srisaard         | Thailandia         | 57"42   |          |
| 43   | 2        | 7      | Maria Schutzmeier        | Nicaragua          | 57"94   |          |
| 44   | 2        | 1      | Colleen Ferguson         | Isole Marshall     | 58"71   |          |
| 45   | 2        | 2      | Varsenik Manucharyan     | Armenia            | 59"18   |          |
| 46   | 2        | 6      | Jeanne Boutbien          | Senegal            | 59"27   |          |
| 47   | 2        | 8      | Catarina Sousa           | Angola             | 59"35   |          |
| 48   | 1        | 3      | Abiola Ogunbanwo         | Nigeria            | 59"74   |          |
| 49   | 1        | 4      | Anđela Antunović         | Montenegro         | 1'00"01 |          |
| 50   | 1        | 5      | Gaurika Singh            | Nepal              | 1'00"11 |          |
| 51   | 1        | 6      | Mineri Gomez             | Guam               | 1'04"00 |          |
| -    | 7        | 7      | Federica Pellegrini      | Italia             | -       | DNS      |

Spareggio
| Pos. | Corsia | Atleta      | Nazionalità | Tempo | Note |
| ---- | ------ | ----------- | ----------- | ----- | ---- |
| 1    | 4      | Erika Brown | Stati Uniti | 53"51 | Q    |
| 2    | 5      | Wu Qingfeng | Cina        | 54"47 | Q    |

### Semifinali
| Pos. | Semifinale | Corsia | Atleta           | Nazionalità   | Tempo | Note |
| ---- | ---------- | ------ | ---------------- | ------------- | ----- | ---- |
| 1    | 2          | 4      | Emma McKeon      | Australia     | 52"32 | Q    |
| 2    | 1          | 4      | Siobhán Haughey  | Hong Kong     | 52"40 | Q,   |
| 3    | 1          | 5      | Cate Campbell    | Australia     | 52"71 | Q    |
| 4    | 2          | 3      | Sarah Sjöström   | Svezia        | 52"82 | Q    |
| 5    | 1          | 3      | Penny Oleksiak   | Canada        | 52"86 | Q    |
| 6    | 1          | 6      | Femke Heemskerk  | Paesi Bassi   | 52"93 | Q    |
| 7    | 2          | 2      | Abbey Weitzeil   | Stati Uniti   | 52"99 | Q    |
| 8    | 2          | 5      | Anna Hopkin      | Gran Bretagna | 53"11 | Q    |
| 9    | 1          | 1      | Marie Wattel     | Francia       | 53"12 |      |
| 10   | 2          | 6      | Pernille Blume   | Danimarca     | 53"26 |      |
| 11   | 1          | 7      | Freya Anderson   | Gran Bretagna | 53"53 |      |
| 12   | 2          | 7      | Signe Bro        | Danimarca     | 53"55 |      |
| 13   | 2          | 8      | Erika Brown      | Stati Uniti   | 53"58 |      |
| 14   | 1          | 2      | Michelle Coleman | Svezia        | 53"73 |      |
| 15   | 2          | 1      | Charlotte Bonnet | Francia       | 54"10 |      |
| 16   | 1          | 8      | Wu Qingfeng      | Cina          | 54"86 |      |

### Finale
| Pos.    | Corsia | Atleta          | Nazionalità   | Tempo | Note             |
| ------- | ------ | --------------- | ------------- | ----- | ---------------- |
| Oro     | 4      | Emma McKeon     | Australia     | 51"96 | Record olimpico  |
| Argento | 5      | Siobhán Haughey | Hong Kong     | 52"27 | Record asiatico  |
| Bronzo  | 3      | Cate Campbell   | Australia     | 52"52 |                  |
| 4       | 2      | Penny Oleksiak  | Canada        | 52"59 | Record nazionale |
| 5       | 6      | Sarah Sjöström  | Svezia        | 52"68 |                  |
| 6       | 7      | Femke Heemskerk | Paesi Bassi   | 52"79 |                  |
| 7       | 8      | Anna Hopkin     | Gran Bretagna | 52"83 |                  |
| 8       | 1      | Abbey Weitzeil  | Stati Uniti   | 53"23 |                  |